# اضطرابات الصفيحات الدموية العملاقة
اضطرابات الصفيحات الدموية العملاقة (بالإنجليزية: Giant platelet disorders) وهي اضطرابات نادرة تتميز بكونها صفيحات كبيرة بشكل غير طبيعي إضافة إلى قلة الصفيحات والميل إلى النزيف. ولا يمكن للصفائح الدموية العملاقة الالتصاق كما ينبغي بجدران الأوعية الدموية المصابة ما يؤدي إلى نزيف غير طبيعي عند الإصابة. وقد يحدث اضطراب الصفيحات الدموية العملاقة للأمراض الموروثة مثل متلازمة برنارد سولييه ومتلازمة الصفيحات الدموية الرمادية ومرض شذوذ ماي هيجلين.

## العلامات والأعراض
تظهر الأعراض عادةً من فترة الولادة إلى الطفولة المبكرة كالتالي: نزيف الأنف وتكدّم و/ أو نزيف في اللثة. وقد تنشأ مشكلات لاحقة بسبب أي شيء يمكن أن يسبب نزيفًا داخليًا، مثل: قرحات المعدة أو الجراحة أو الرضح أو الحيض. وقد أُدرجت أيضًا هذه الأعراض ضمن الأعراض المتنوعة لاضطرابات الصفيحات الدموية وتشمل: شذوذًا في البطن والرُعاف إضافة إلى غزارة الطمث والفرفرية وقلة شديدة في عدد الصفيحات الدموية المنتشرة في الدم ونزيف مطوّل الزمن.

## الوراثيات
تحدث العديد من التصنيفات الإضافية لاضطرابات الصفيحات الدموية العملاقة نتيجة انتقالها جينيًا عبر العائلات كاضطرابات صبغية جسدية متنحية كما هو الحال في متلازمة برنارد سوليير ومتلازمة الصفيحات الدموية الرمادية. ولحدوث هذا الاضطراب يجب على كلا الوالدين أن يحمل جينًا لاضطراب الصفيحات الدموية العملاقة لينقله إلى طفله ويجب أن ينتقل في نمط وراثي جسمي متنحٍ، إذ يكون عدد الكورموسومات (الصبغيات) 17. ويعاني والدا الطفل المصاب من انخفاض في البروتين السكري ولكن لا يوجد لديهم ضعف في وظائف الصفيحات الدموية ولا نزيف غير طبيعي.
إن الاضطراب هو اضطراب وراثي نادر إذ إن معدل انتشار المرض أقل من واحد في كل مليون شخص والأساس الجزيئي معروف الآن ويرجع ذلك إلى وجود خلل في مركب غليكو بروتين في الصفيحات الدموية 1b-IX-V، ويشير ذلك إلى المركب الذي يشكل المستقبلات ويساعد على التصاق الصفيحات الدموية بجدران الأوعية الدموية لتشكيل الخثرة (الجلطة). ثم تنتشر الصفائح الدموية في الدم وهي الخلايا الأساسية المسؤولة عن بدء عملية التخثر. فدون هذا المستقبل لا يمكن أن تلتصق الصفائح الدموية معًا ولا يمكن أن يحدث التجلط بشكل طبيعي.

## التشخيص
غالبًا ما يُشخَّص الأشخاص بهذا الاضطراب بعد نوبات نزيف طويلة و/ أو متكررة. ويمكن أيضًا تشخيص الأطفال والبالغين بعد نزيف حاد بعد الرضح أو قلع الأسنان ويُشخص بعض الأطفال بعد النزيف الحاد بعد الختان. ثم يُطلب في نهاية المطاف تشخيص مخبري. ويتطلب عادةً وجود مختبر متخصص لتأكيد الاشتباه في المرض ويتضمن دراسات حول تكدّس الصفيحات الدموية (اختبار لزوجة الصفائح الدموية) وقياس عدد الكريات المتدفقة. ومن المهم التمييز بين هذه المتلازمة واضطرابات الصفيحات الأخرى (مثل مرض فون ويلبراند وفرفرية قلة الصفيحات المناعي)، حيث تختلف العلاجات وكيفية إدارتها.
وقد شهدنا تقدمًا ملحوظًا في الفهم الجزيئي لبعض متلازمات الصفائح الدموية العملاقة إذ إن بعض هذه المتلازمات الرئيسية الموروثة كان السبب المحتمل الكامن لها هو خلل في الهيكل الخلوي للصفيحات الدموية GPIb / IX / V وعوامل النسخ ولا تزال هناك العديد من الاضطرابات الموروثة التي لم يوضح الخلل الجيني الكامن وراءها بعد.

## التصنيف
يمكن تصنيف اضطرابات الصفيحات الدموية العملاقة كالتالي:
- ناجمة عن اضطرابات المناعة الذاتية، على سبيل المثال الفرفرية قليلة الصفيحات مجهولة السبب (ITP) وتتميز بانخفاض عدد الصفيحات الدموية ولكن بحجم صفيحات دموية وسطي عالٍ MPV.
- ناجمة عن تشوهات البروتين السكري كما في: متلازمة برنارد سولييه ومتلازمة فيلوكارديوفاسيال.
- ناجمة عن خلل في بروتين كالبين كما في: متلازمة مونتريال للصفيحات الدموية.
- ناجمة عن خلل في حبيبات ألفا كما في: متلازمة الصفيحات الدموية الرمادية.
- كما وتتسم بإدراجات غير طبيعية للعدلات كما في: شذوذ ماي هيجلين ومتلازمة سيباستيان.
- مرافقة لمظاهر جهازية كما في: فرط قلة الصفيحات الدموية الوراثية مع فقدان السمع ومتلازمة إبشتاين ومتلازمة فيشتنر.
- مرافقة لعدم وجود تشوهات محددة مثل فرط قلة الصفيحات الدموية المتوسطي.
- متلازمة هاريس للصفيحات الدموية.

وقد عُرف هذا المرض لأول مرة في عام 1948 من قبل اثنين من أخصائيي الدم الفرنسيين هما: برنارد وجان بيير سولييه وهذا ما جعله يُعرف أيضًا باسم متلازمة برنارد سولييه.

## العلاج
لم يكن هناك أي توصية عامة لعلاج مرضى اضطرابات الصفيحات الدموية العملاقة إذ توجد العديد من التصنيفات المحددة المختلفة لتطوير تصنيف هذا الاضطراب وكل من هذه الاضطرابات تحتاج إلى علاجات مختلفة عن الأخرى.
إن العلاج الرئيسي للأشخاص الذين يعانون من أعراض النزيف هو نقل الصفيحات الدموية وقد أجريت بعض التجارب مع تركيبة الـ DDAVP وهي عبارة عن (1 ديمينو و8 فازوبريسين الأرجينين) واستئصال للطحال لدى الأشخاص المصابين باضطرابات الصفيحات الدموية العملاقة ناجمة عن نتائج مختلطة ما يجعل هذا النوع من العلاج مثيرًا للجدل.
لذلك حاليًا لا يوجد علاج محدد لاضطرابات الصفيحات الدموية العملاقة ورغم ذلك، يدرس الباحثون فعالية زراعة نخاع العظم وقد حققوا بعض النجاح في علاج هذا الاضطراب لدى العديد من المرضى المصابين بشدة.
وقد تتطلب نوبات النزيف إجراءات نقل الصفيحات الدموية.